# Afshariden
De Afshariden-dynastie (Perzisch سلسله افشار) is een Perzische dynastie van Turkmeense afkomst die van 1736 tot 1747 een groot rijk beheerste dat Iran (Perzië), Noord-Indië, een deel van Arabië, een deel van Centraal-Azië en een deel van de Kaukasus omvatte. Nadien werd tot 1796 nog slechts het eigen Perzië bestreden met twee rivaliserende dynastieën: de Kadjaren en de Zand.
Afshariden-heersers waren: 
- Nader Sjah 1736-1747,
- Adil Sjah 1747-1748,
- Ebrahim Sjah 1748-1748,
- Shahrokh Sjah 1748-1796.

Achaemeniden (550 vchr-330 vchr) · Arsaciden (247 vchr-224 nchr) · Sassaniden (224-661) · Samaniden (819-999) · Tahiriden (821–873) · Saffariden (861–1002) · Il-kanaat (1256–1335) · Safawieden (1501–1736) · Afshariden (1736–1796) · Zand (1750–1794) · Kadjaren (1796–1925) · Pahlavi (1925–1979)